# 薩克雷德哈特鎮區 (明尼蘇達州倫維爾縣)
薩克雷德哈特鎮區（英語：Sacred Heart Township）是位於美國明尼蘇達州倫維爾縣的一個行政鎮區，於1869年設立。

## 地方資料
薩克雷德哈特鎮區的面積為133.37平方千米，當中陸地面積為133.30平方千米，而水域面積為0.07平方千米。根據2020年美國人口普查的數據，當地共有人口243人，而人口密度為每平方千米1.82人。